# Nikolaj Noskov
Nikolaj Ivanovič Noskov (rusky Николай Иванович Носков) (* 12. ledna 1956, Gžatsk, SSSR) je ruský skladatel, zpěvák a bývalý člen hardrockové skupiny Gorky Park. Je také pětinásobný vítěz hudební ceny Zlatý gramofon, Ctěný umělec Ruské federace (2018).

## Život a kariéra

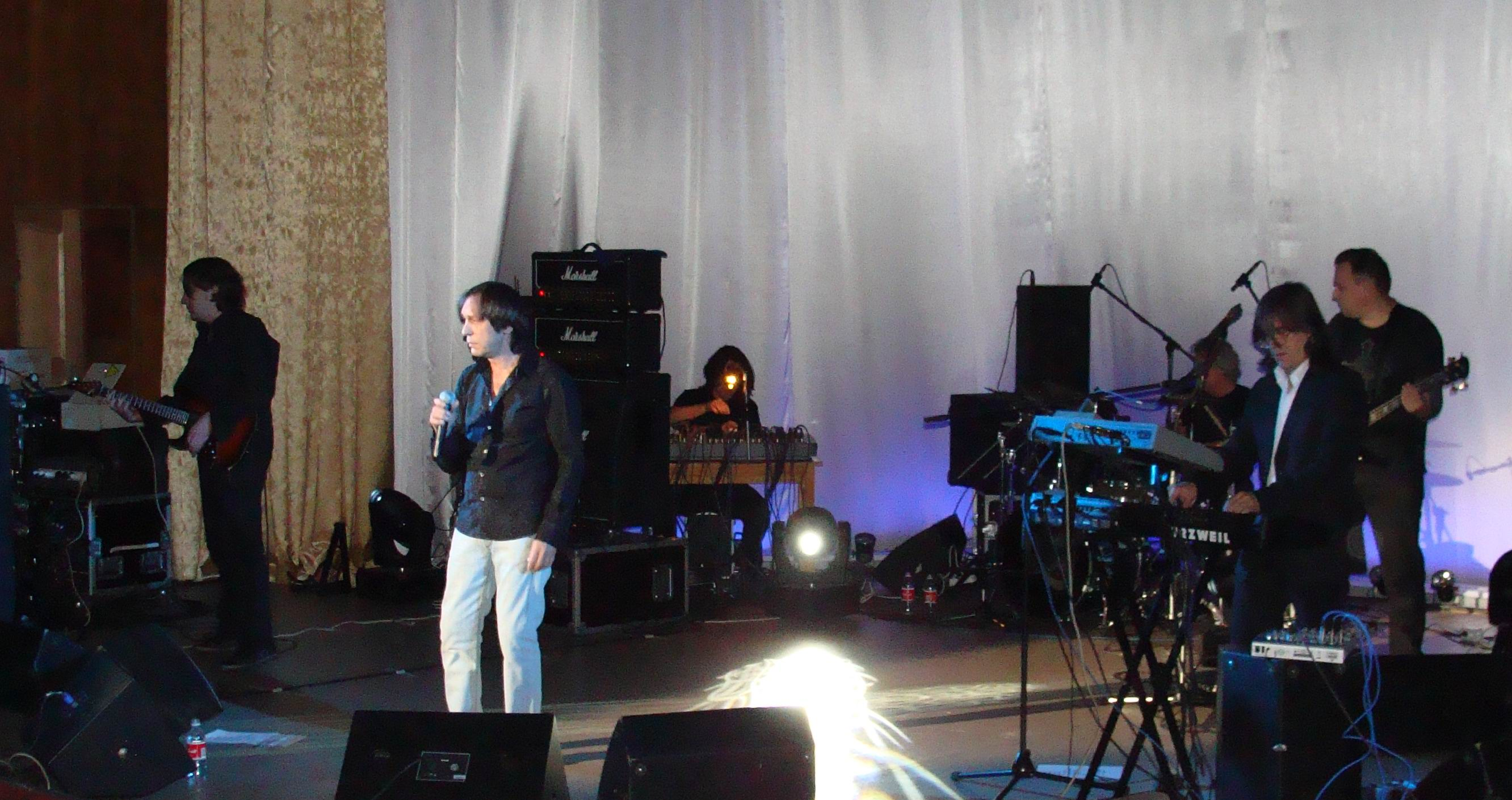
Nikolaj Ivanovič Noskov na kocertě se svou kapelou.

Nikolaj Noskov se narodil 12. ledna 1956 ve městě Gžatsk (nyní Gagarin) ve Smolenském kraji, v dělnické rodině. Jeho otec Ivan Noskov byl romského původu a pracoval v masokombinátu. Jeho matka Jekatěrina Konstantinovna Nosková byla dojička a pracovala na stavbě. Kromě Nikolaje měla rodina ještě čtyři děti. Když bylo Nikolaji 8 let, přestěhovala se rodina do města Čerepovec. Již v dětství se účastnil v amatérských soutěžích. Ve věku 14 let vyhrál první cenu jako nejlepší zpěvák v soutěži Severozápadního kraje
Profesionální hudební vzdělání nemá. Jako samouk se naučil hrát na klavír, kytaru a bubny, a když sloužil v ozbrojených silách SSSR, hrál na trubku. Noskov podílel na mnoha společných projektech s řadou domácích i zahraničních skladatelů a hudebníků, včetně Alexandra Zacepina a Eduard Artěmjěva. Od roku 1981 vystupoval Noskov se souborem «Moskva», se kterým v roce 1982, jako vedoucí zpěvák a kytarista, pod vedením Davida Tuhmanova, nahrál album «UFO» (НЛО) u firmy «Melodia». Na jaře roku 1984 Nikolaj Noskov pracuje jako hlavní sólista souboru «Zpívající srdce» (Поющие сердца) pod vedením Viktora Vekštejna. V roce 1985, zpěvák získal místo vokalisty budoucí skupiny «Aria».
V roce 1987 vytvořil několik písní pro film «Ostrov ztracených lodí» (Остров погибших кораблей). V roce 1987 pracoval ve skupině «Gorky Park» jako vokalista a skladatel.
Spolu s osobnostmi jako Jon Bon Jovi a Klaus Meine («Scorpions») nahrál v letech 1989 a 1990 duet. Píseň Nikolaje Noskova «Bang» se umístila na prvním místě v žebříčku na rozhlasových stanicích v USA, a ve Skandinávii byla označena písní roku. Videoklip k této písni se dostal na 3. příčku v žebříčcích MTV. Album «Gorky Park» v roce 1989, se dostalo na 81. místo v seznamu stovky nejoblíbenějších alb časopisu Billboard, a v Dánsku byl označen jako „zlatý“ prodej.
Na počátku 1990 Nikolaj opustil «Gorky Park» a začal svoji sólovou kariéru. V roce 1993 vytváří skupinu «Nikolaj». S ní v roce 1994 v angličtině nahrál album «Mother Russia» (Matka Rus), který se však nedostal uznání, a to ani v Rusku ani v zahraničí. V roce 1996 začal spolupracovat s producentem Josefem Prigožinem, která trvala čtyři roky. To umožnilo Noskovi návrat na hudební Olymp.
Tři koncertní programy, kde Nikolaj vystoupil jako kameraman, byly prezentovány ve Státním kremelském paláci, «Dýchám mlčení» (Дышу тишиной), doprovázený symfonickým orchestrem Musica Viva, řízeným Alexandrem Lavrovem), «Ра-Дуга» (Duha), «Po pás v nebi» (По пояс в небе).
Nové album «Po pás v nebi» (По пояс в небе) bylo přijato s protichůdnými názory — od nadšení až po dosti sarkasticky posměšné. Toto album — nová etapa v práci Noskova. Podle slov Noskova «Po pás v nebi» – výsledek fúze symfonických a etnických tradic. Důležitou roli ve zvuku alba hrají etnické nástroje, konkrétně – bicí. «Po pás v nebi» dává úplné posouzení chápání něčeho většího, «nadpřirozeného», otevírající pohled na tento svět z pohledu zrání «pěstované duše». Recitál Noskova v sále Kremelského paláce byl oceněn «Hurá!». Ohromující zpěv, krásné melodie a inteligentní obsah textů — to vše je přítomné na novém albu.
V roce 2011 nazpíval píseň «Melodie» (Мелодия) básníka Nikolaje Dobronravova a skladatele Aleksandra Pahmutova v hudebním pořadu «Vlastnictví republiky» (Достояние республики), který vyhrál první místo v závěrečném programu. Ve stejném roce dokončil práce na svém novém albu, které se jmenuje «Stojí to za to» (Оно того стоит). To je po pěti letech první album hudebníka, který řekl, že nechtěl vychrlit novou píseň, protože nerad spěchá. V roce 2012 Noskov nahrál album «Bezejmenný» (Без названия). Nahrávání proběhlo v Německu, ve studiu producenta Horsta Šnebla. V roce 2015 byl v porotě druhé sezóny reality show Glavnaya Scena, ruské verze televizního pořadu Česko Slovenský X Factor.

### Osobní život
Nikolaj byl ženatý na přítelkyni Marina. V roce 1991 se jim narodila dcera Katerina. V listopadu 2015 roku Nikolaj stal dědečkem, jeho dcera Katerina porodila vnučku Miroslavu. Nikolaj žije mimo město Moskva.

## Diskografie
Studiová alba
- 1998: Блажь (také známý jako Я тебя люблю, Miluji tě)[10]
- 1999: Паранойя (také známý jako Стёкла и бетон, Sklo a beton)[11]
- 2000: Дышу тишиной (Dýchám mlčení)[12]
- 2006: По пояс в небе (Po pás v nebi)[13]
- 2011: Оно того стоит (Stojí to za to)[14]
- 2012: Мёд (Med)[15]

Kolekce
- 2001: Лучшие песни в сопровождении симфонического оркестра (Nejlepší písně doprovázené symfonický orchestr)[16][17]
- 2002: Лучшие песни (Nejlepší písně)
- 2003: Океан Любви (Oceán lásky)[18]
- 2008: Лучшие песни (Nejlepší písně)[19]
- 2016: The Best

## Ocenění
- 1996 — Zlatý gramofon (Zlatý gramofon) za píseň Ja ne modnij (Jsem nemoderní)
- 1998 — Zlatý gramofon za píseň Ja tebja ljublju (Miluji Tě)
- 1999 — Ovacia (ovace) Sólista roku
- 1999 — Zlatý gramofon za píseň Paranoja (Paranoia)
- 1999 — Medaile MBD Za službu na Kavkaze
- 1999 — Medaile Ministerstva obrany Za upevnění bojové přátelství
- 1999 — Medaile Ревнителю русской словесности Společnosti puškinistov
- 2000 — Zlatý gramofon za píseň Jeto zdorovo (Je to skvělé)
- 2009 — cena FSB v kategorii Hudební umění za píseň Павшим друзьям (Padlým přátelům)
- 2015 — Zlatý gramofon za píseň Jeto zdorovo (Je to skvělé)
- 2018 — Ctěný umělec Ruské federace[20]